# Oskar von Etzel
Julius Oskar Etzel, seit 1918 Ritter von Etzel (* 12. April 1862 in Aub; † 2. Januar 1934 in Würzburg) war ein deutscher Generalleutnant und Heimatforscher.

## Leben
Etzel war der Sohn eines Notars in Aub. Nach dem Besuch der Lateinschule in Kitzingen trat er am 1. Oktober 1882 zunächst als Einjährig-Freiwilliger in das 2. Feldartillerie-Regiment „vacant Brodeßer“ der Bayerischen Armee ein. Ende des Jahres wurde er in die Kategorie der Dreijährig-Dienenden übernommen und avancierte bis Mitte März 1884 zum Sekondeleutnant. Nach einer Verwendung als Adjutant der II. Abteilung erfolgte Anfang Oktober 1890 seine Versetzung als Regimentsadjutant zum neugebildeten 5. Feldartillerie-Regiment in Landau in der Pfalz. Dort stieg er Ende März 1891 zum Premierleutnant auf. Anfang Oktober 1892 wurde er von seiner Adjutantenstellung enthoben und absolvierte für drei Jahre die Kriegsakademie in München, die ihm die Qualifikation in erster Linie für die Höhere Adjutantur, dann für das Lehrfach und den Referatsdienst sowie bedingt für den Generalstab aussprach.
Unter Stellung à la suite seines Regiments wurde Etzel ab dem 25. September 1896 als Adjutant der 2. Feldartillerie-Brigade in Würzburg kommandiert. Nachdem man ihn Anfang November 1897 von dieser Stellung enthoben hatte, wurde er in das 2. Feldartillerie-Regiment „Horn“ versetzt und zugleich zum Generalstab kommandiert. Unter Beförderung zum Hauptmann erfolgte am 9. April 1898 seine Versetzung zur Zentralstelle des Generalstabes. Vom 22. August 1898 bis zum 30. September 1901 wirkte Etzel als Adjutant des Chef des Generalstabes Karl von Lobenhoffer und trat anschließend mit der Ernennung zum Batteriechef im 1. Feldartillerie-Regiment „Prinzregent Luitpold“ in den Truppendienst zurück. Am 23. Oktober 1903 erfolgte seine erneute Versetzung in die Zentralstelle des Generalstabes. Er wirkte ab Februar 1904 für zwei Jahre als Lehrer für Taktik an der Kriegsakademie und avancierte als solcher Ende April 1904 zum Major. Mit der Ernennung zum Kommandeur der II. Abteilung kam Etzel am 22. Dezember 1906 nach Augsburg in das 4. Feldartillerie-Regiment „König“. Unter Versetzung in das 2. Feldartillerie-Regiment „Horn“ wurde er am 20. November 1907 zunächst mit der Führung des Verbandes beauftragt und am 15. April mit der Beförderung zum Oberstleutnant zum Regimentskommandeur ernannt sowie am 23. April 1910 zum Oberst befördert.
In Genehmigung seines Abschiedsgesuches wurde Etzel am 24. Juli 1911 mit der Erlaubnis zum Tragen seiner bisherigen Uniform und mit der gesetzlichen Pension zur Disposition gestellt. Außerdem verlieh ihm Prinzregent Luitpold das Offizierskreuz des Militärverdienstordens.
Unter Verleihung des Charakters als Generalmajor war Etzel ab dem 17. Dezember 1913 Kommandant des Truppenübungsplatzes Hammelburg. Für die Dauer des Ersten Weltkriegs diente er als Chef des Stabes des stellvertretenden Generalkommandos des II. Armee-Korps in Würzburg. In dieser Eigenschaft erhielt er am 3. August 1915 das Patent zu seinem Dienstgrad. Durch „Allerhöchste Entschließung“ vom 28. Dezember 1917 anlässlich des Geburtstages von König Ludwig III. erhielt er das Ritterkreuz des Verdienstordens der Bayerischen Krone. Damit verbunden war die Erhebung in den persönlichen Adelsstand und er durfte sich nach der Eintragung in die Adelsmatrikel am 23. März 1918 „Ritter von Etzel“ nennen. Außerdem wurden ihm während des Krieges beide Klassen des Eisernen Kreuzes sowie der Eiserne Halbmond verliehen.
Nach Kriegsende trat Etzel am 4. Januar 1919 in seine Friedensstellung als Kommandant des Truppenübungsplatzes Hammelburg zurück. Er wurde in die Vorläufige Reichswehr übernommen, bis man ihn am 30. Juni 1920 von dieser Stelle enthob und ihn am 2. August 1920 unter Verleihung des Charakters als Generalleutnant verabschiedet.
Etzel betätigte sich auch als Heimatforscher und er war stellvertretender Vorsitzender des Historischen Vereins von Unterfranken und Aschaffenburg. In seiner Geburtsstadt Aub ist die Etzelstraße nach ihm benannt.
Aus seiner 1886 mit Agnes Englert geschlossenen Ehe ging ein Kind hervor.